# Edmond Mouele
Edmond Mouele (Libreville, 18 febbraio 1982) è un calciatore gabonese, difensore dell'AS Mangasport.

## Carriera

### Club
Ha sempre giocato per l'AS Mangasport.

### Nazionale
Ha esordito con la Nazionale gabonese nel 2006 con cui ha preso parte alla Coppa d'Africa 2012.